# Marius Müller-Westernhagen
Marius Müller-Westernhagen (født 6. december 1948 i Düsseldorf), senere også kun Westernhagen, er en tysk rockmusiker og skuespiller.
Med cirka 11,2 millioner solgte albummer, er han en af de mest succesrige tyske musikere.
Hans far var skuespilleren Hans Müller-Westernhagen.

## Diskografi
- 1975: Das erste Mal
- 1976: Bittersüß
- 1977: Ganz allein krieg ich's nicht hin
- 1978: Mit Pfefferminz bin ich dein Prinz
- 1980: Sekt oder Selters
- 1981: Stinker
- 1982: Das Herz eines Boxers
- 1983: Geiler is' schon
- 1984: Die Sonne so rot
- 1985: Laß uns leben – 13 Balladen
- 1986: Lausige Zeiten
- 1987: Westernhagen
- 1989: Halleluja
- 1990: Live
- 1992: Jaja
- 1994: Affentheater
- 1996: Keine Zeit (soundtrack til filmen Keine Zeit)
- 1998: Radio Maria
- 2000: So weit ... – Best of
- 2002: In den Wahnsinn
- 2005: Nahaufnahme
- 2009: Williamsburg
- 2011: Hottentottenmusik (live)
- 2014: Alphatier
- 2016: MTV Unplugged

## Udvalgt filmografi
- 1976: Verlorenes Leben, som Wenzel Sigorski
- 1977: Aufforderung zum Tanz (tv-film), som Theo Gromberg
- 1978: Das zweite Erwachen der Christa Klages, som Werner Wiedemann
- 1980: Theo gegen den Rest der Welt, som Theo Gromberg
- 1982: Der Mann auf der Mauer, som Arnulf Kabe
- 1984: Der Schneemann, som Dorn
- 1987: Der Madonna-Mann, som Martin Graves